# Матчевая программка
Матчевая программка — буклет, посвященный предстоящему спортивному событию, в котором представлена информация о его участниках, их последних результатах и другие сведения. Обычно они продаются на месте проведения соревнований.
Первые программки появились на футбольных матчах в Англии в середине XIX века. Изначально они представляли из себя листок с указанием позиций игроков и их номеров. Впоследствии клубы стали более креативно подходить к созданию программок и стали добавлять в них статистические факты и статьи про игроков команды. Первым клубом, начавшим выпускать программки к каждой домашней игре, стал «Эвертон». В России первую программку выпустили в 1909 году к матчу ФК «Надежда» из Санкт-Петербурга. В период между Первой и Второй мировыми войнами изготовление программок стало затратным из-за дефицита бумаги. В 1950—1960-х годах программки стали неотъемлемой частью футбольных матчей: болельщики приобретали их перед началом встреч, чтобы узнать составы и прочитать о последних новостях. Также авторы старались придать своим выпускам уникальный дизайн, чтобы привлечь покупателей. Подобные тенденции просматривались и в СССР. В связи с распространением интернета в XXI веке программки постепенно стали утрачивать популярность, но несмотря на это большинство клубов продолжает их выпуск.
Программки стали неотъемлемой частью футбольной культуры. Для многих людей их покупка перед матчем является ритуалом, а сама программка служит памятью о том, что они побывали на игре. Также стало популярно их коллекционирование, стоимость редких экземпляров может доходить до нескольких тысяч фунтов. Отмечается, что так как информация, которую раньше можно было узнать только из программки, сейчас доступна в интернете, они стали лишь сувенирами, из-за чего клубы меньше внимания уделяют их выпуску. Тем не менее, некоторые клубы продолжают творчески подходить к их созданию, воплощая в них свежие дизайнерские нововведения и идеи по содержанию. Например, «Вест Бромвич Альбион» выпускал программки, обложки которых были стилизованы под обложки известных музыкальных альбомов, а клуб «Фрикли Атлетик», игравший на тот момент в 8-м по уровню английском дивизионе, добавлял в печатную программку коды, при считывании со смартфона которых можно было смотреть повторы лучших моментов прошлых поединков.